# Biblioteca Popular Constancio C. Vigil

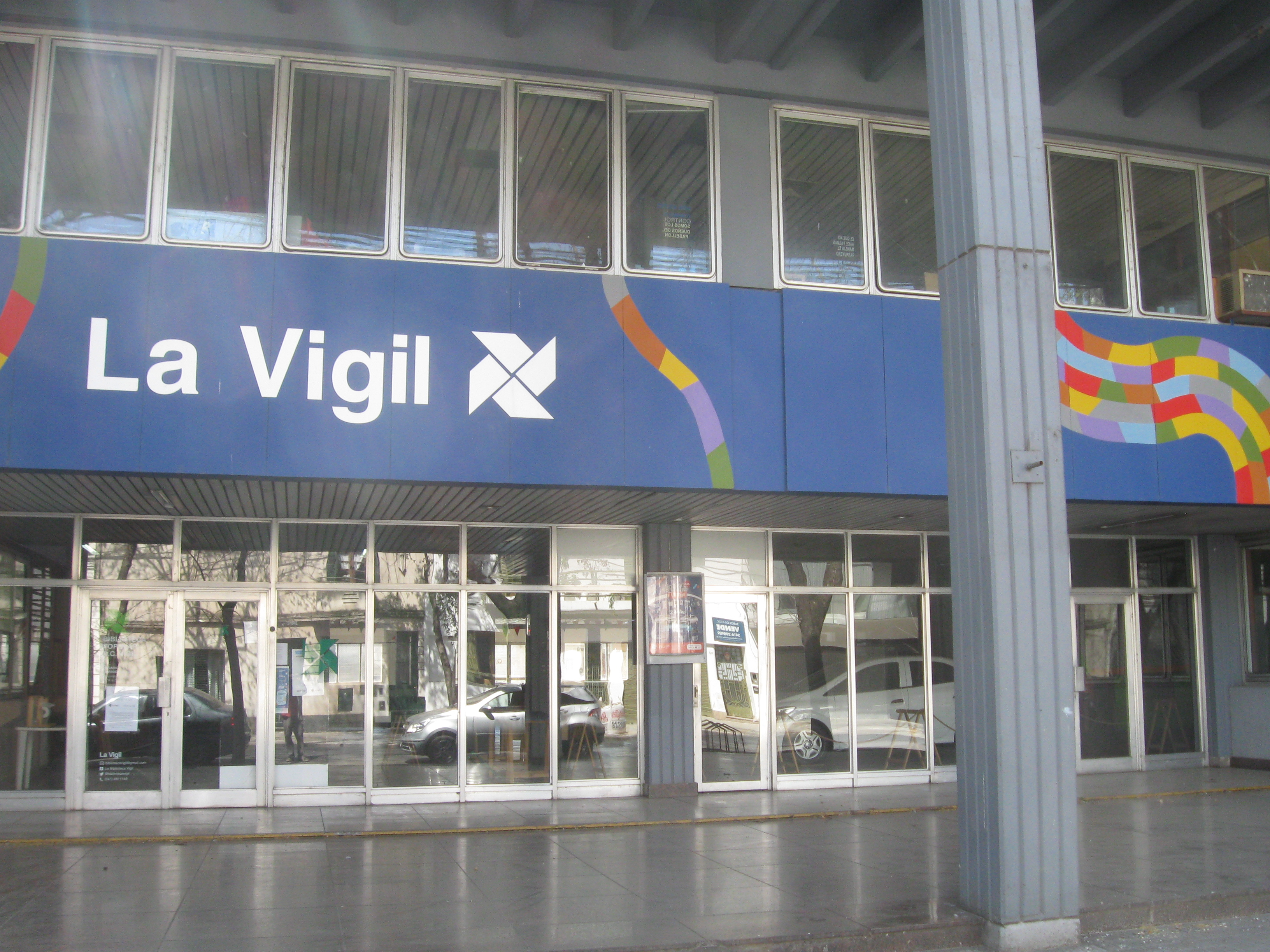
Ingreso a la Unidad Administrativa de la Biblioteca Popular Constancio C. Vigil por calle Gaboto.

La Biblioteca Popular Constancio C. Vigil es una organización social, educativa, cultural y mutual de la ciudad de Rosario, provincia de Santa Fe, Argentina. Se inició en 1944 como la biblioteca de una asociación vecinal y alcanzó gran desarrollo entre las décadas del 60 y 70, hasta que en 1977 fue intervenida y desmantelada por el gobierno de facto. Parte de sus dirigentes fueron encarcelados ilegalmente y algunos de sus empleados y asociados se encuentran desaparecidos. Reabrió al público en el año 2014, después de una larga lucha en la que participaron exdirectivos, exasociados, exempleados, exalumnos y vecinos del barrio. Es considerada uno de los proyectos de educación popular más importantes de América Latina.

## Historia

### Inicio y crecimiento
La biblioteca se origina en 1944 como una sección de la Sociedad Vecinal de los barrios Tablada y Villa Manuelita, pero su crecimiento comienza en los años 1950 cuando un grupo de jóvenes lanzó una rifa para financiarla. Los premios atractivos como automóviles, departamentos o viajes a distintas partes del mundo y la posibilidad de pagar en cuotas, convirtieron a la rifa en un éxito y multiplicaron las ganancias de la biblioteca a tal punto que en 1959 se independizó y se convirtió en una asociación civil.

### Estructura
Entre los años 60 y 70 se produjo el mayor crecimiento de la biblioteca no solo en socios, también en infraestructura, convirtiéndose en una institución polifacética con escuelas primaria y secundaria, jardines de infantes, escuela de música, de artes y teatro; y una experiencia de educación no formal conocida como Universidad Popular. También contaba con museo de ciencias naturales, observatorio astronómico y editorial propia.

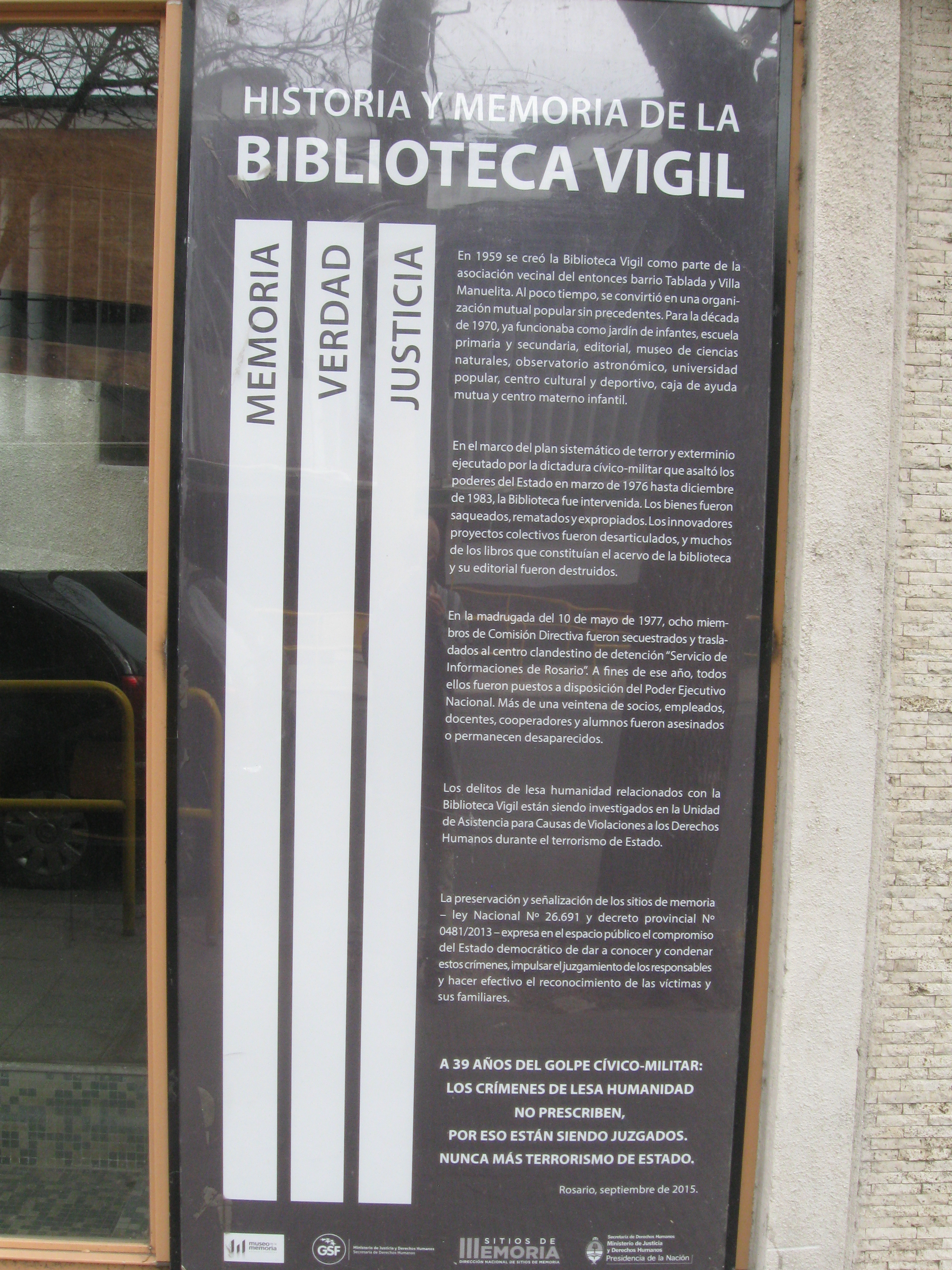
Cartel que señaliza a la Biblioteca Popular Constancio C. Vigil como Sitio de Memoria del Terrorismo de Estado.

En 1977 tenía 600 empleados, 21 000 socios,  3000 alumnos en doble escolaridad y 80 000 libros en la biblioteca, la mayoría de los cuales fueron quemados o destruidos.
Brindaban servicio alrededor de veinticinco bibliotecarios que trabajaban desde las ocho de la mañana hasta las ocho de la noche en horario corrido. En cada piso había bibliotecarios y había dos salas de lectura. Se buscaba trabajar de manera coordinada entre todos las áreas educativas que funcionaban en el edificio.
En total poseía más de 40 inmuebles incluyendo propiedades en Santa Fe, Mendoza, Córdoba y Buenos Aires. También poseía 21 hectáreas frente al Río Paraná en Villa Gobernador Gálvez, con una playa, canchas de fútbol, parrilleros y camping.
La intervención desmanteló todo el funcionamiento que tenía hasta ese momento la biblioteca, solo se conservaron las escuelas primaria y secundaria.

### Las rifas
Las rifas fueron la principal fuente de financiamiento de La Vigil, llegando a tener 3500 vendedores dispersos en todo el país. En 1968, para computarizar la venta se instaló un centro de cómputos con equipos IBM de avanzada que en ese momento solo tenía el frigorífico Swift. Los premios mayores eran automóviles, departamentos y viajes por el mundo. Las rifas dejaban por mes unos 3 millones de pesos que eran usados para financiar el proyecto.
En 2015, con la edición 21 la biblioteca volvió a lanzar la tradicional rifa con el lema «La vuelta completa». 

### Editorial
La biblioteca poseía una editorial con 92 títulos y tiradas de más de 2 millones de ejemplares, entre los que se encontraba la Colección Apuntes, que se creó a partir de cuestionarios que se desarrollaron para conocer las demandas de los habitantes del barrio, los resultados fueron analizados por expertos de la Universidad Nacional de Rosario. El resultado fueron ediciones como Su hijo que repite de grado o La mujer, ¿ama de casa o algo más?, en el cual los especialistas trabajaron en conjunto con vecinos que aprobaban o no el contenido y el lenguaje.
El 12 de agosto de 2015 se relanzó oﬁcialmente Editorial Biblioteca, presentando una reedición del libro El Fusilamiento de Penina, del escritor rosarino Aldo Oliva, como obra prima del sello editorial.

### Observatorio astronómico
A raíz del éxito de los cursos de Astronomía, dictados por el profesor Victorio Capolongo, a mediados de la década de 1960, la institución decidió adquirir un telescopio para la observación directa del cielo. En la planta superior del edificio de la sede principal se encontraba el observatorio cuyo telescopio era el tercero de esas características en el mundo y había sido fabricado en la óptica Zeiss de Alemania. El equipo completo era un telescopio refractor Coudé Zeiss de 150 milímetros de diámetro y 1.850 milímetros de distancia focal, de 300 aumentos; un telescopio reflector con un espejo parabólico de 300 milímetros de diámetro y 3.200 milímetros de distancia focal para obtener hasta 800 aumentos; un filtro monocromador “Lyot” para la transmisión de la longitud de onda “H-alfa” de emisión de hidrógeno; una cámara Ross de 400 milímetros de distancia focal y 100 milímetros de apertura; un prisma objetivo; un fotómetro fotoeléctrico; relojes, lectora de microfilm, entre otros.

### Intervención
El gobierno de facto usó la demora en la entrega de premios como excusa para intervenirla el 25 de febrero de 1977. Si bien las demoras eran reales y habían sido causadas por la devaluación llamada el “rodrigazo”, no eran montos que la institución no hubiera podido afrontar, sólo el diez por ciento del patrimonio de la biblioteca garantizaba la solvencia.  La realidad era que la dictadura consideraba que se desarrollaban actividades subversivas y necesitaba una excusa para desmantelarla.
Una semana después de la intervención, los militares cerraron las escuelas de la Biblioteca, la caja de ayuda mutual, la guardería y el Centro Materno Infantil. Gran parte de los libros fueron quemados. También se aplicó la ley de prescindibilidad a varios docentes, dejando los cuerpos pedagógicos diezmados. 
Los directivos educativos Mario López Dabat, Rubén Naranjo (rector) y Elba Parolín (directora de estudios) fueron expulsados y reemplazados por agentes de servicios de información que estaban vinculados a centros clandestinos de detención, tales son los casos de Alcides “Rommel” Ibarra o Carlos Sfulcini. 
En la madrugada del 10 de mayo de 1977, ocho miembros de Comisión Directiva fueron secuestrados y trasladados al centro clandestino de detención Servicio de Informaciones de Rosario.  Dos meses más tarde fueron puestos a disposición del Poder Ejecutivo Nacional y a fin de 1977 los liberaron, tras haber sufrido torturas y toda clase de vejaciones. Más de una veinte socios, empleados, docentes, cooperadores y alumnos fueron asesinados o permanecen desaparecidos. En la actualidad, estos delitos de lesa humanidad están siendo investigados por la Justicia Federal enmarcados en la causa Feced III.

### La liquidación de bienes
Después de la intervención comenzó la liquidación de bienes de la biblioteca popular que continuo durante más de 30 años e incluyó los más de 40 inmuebles. El Ministerio de Educación de la provincia de Santa Fe usó el edificio central durante esos treinta años y lo entregó en 2013 muy deteriorado. La empresa Ingenio Ledesma se quedó con los edificios donde tenían lugar los talleres de producción. No se encontraron comprobantes de ninguno de todos los bienes liquidados, siendo que se trataron de sumas millonarias. En 2008 cerró la liquidación judicial.
Los delitos económicos están siendo investigados en una causa que busca determinar el patrimonio total del que los socios fueron despojados, la misma institución es querellante.

### Restitución
En 2004 se constituyó la Asamblea de Socios por la Recuperación de La Vigil que consiguió llevar el tema a la legislatura provincial y que se sancione la ley para la restitución del inmueble a la comisión directiva.
La ley provincial N.º 13306 fue promulgada por el gobernador Antonio Bonfatti el 6 de diciembre de 2012. En su artículo N.º 5 da un plazo “no superior e improrrogable” de un año para que los bienes muebles e inmuebles estén en posesión de la Vigil. La normativa señalaba también que la transacción se efectua “con cargo de continuar con los objetivos y fines sociales, educativos, culturales y mutuales, debiendo asegurar la donataria el permanente destino de dichos bienes para tales finalidades”.
El 26 de junio de 2013 las autoridades provinciales le hicieron entrega de las llaves y la posesión del inmueble a la comisión directiva. Ese mismo año, el 4 de diciembre, el gobernador Antonio Bonfatti hizo entrega formal mediante escritura pública del edificio histórico en Alem 3078 y el de la sala Saulo Benavente en Gaboto 456. La reapertura del edificio se realizó el 7 de diciembre de 2013. 
En febrero de 2014 se reabrió la biblioteca y a partir de entonces, la comisión directiva lleva adelante la tarea de recuperar los socios y la participación vecinal en este proyecto.
El 14 de junio de 2017 la intendenta Mónica Fein y la ministra de educación de la provincia Claudia Balagué, junto con los socios fundadores y los directores, firmaron la restitución de los inmuebles arrebatados durante la dictadura.

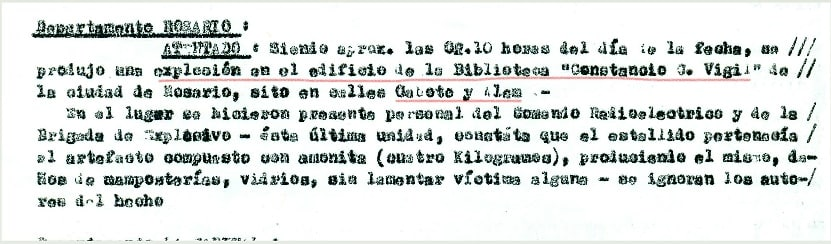
Denuncia atentado contra la Biblioteca Popular Constancio Vigil de la ciudad de Rosario.

### Sitio de Memoria del Terrorismo de Estado
El 4 de septiembre de 2015 el gobierno de Santa Fe señalizó la biblioteca como Sitio de Memoria del Terrorismo de Estado y se colocó una placa en el frente del establecimiento.